# Luigi Origgi
Luigi Origgi (Casatenovo, 28 marzo 1928 – Mandello del Lario, 25 febbraio 1993) è stato un calciatore italiano, di ruolo terzino.

## Carriera

Origgi con la maglia del Catania

Giocò la stagione 1952-1953 in Serie A nel Como, totalizzando 34 presenze e 2 reti. Ha totalizzato inoltre 109 presenze e 4 reti in Serie B con le maglie di Como, Catania e Brescia.

## Palmarès

### Giocatore

#### Competizioni nazionali
- IV Serie: 1

Lecco: 1952-1953